# Kerstin Thiele
Kerstin Thiele (Riesa, 26 agosto 1986) è una judoka tedesca, vincitrice della medaglia d'argento nella categoria 70 kg ai Giochi olimpici del 2012 di Londra.

## Palmarès
- Giochi olimpici estivi

2012 - Londra: argento nei 70 kg.